# ژان-پیر کلامادیه
ژان-پیر کلامادیه (به فرانسوی: Jean-Pierre Clamadieu) (زاده ۱۵ اوت ۱۹۵۸) کارآفرین، بازرگان و مدیر ارشد اجرایی فرانسوی-بلژیکی است، که در حال حاضر به‌عنوان مدیر عامل اجرایی شرکت سولوی و عضو هیئت مدیره شرکت‌های آکسا و سولوی فعالیت می‌نماید.